# Nie-Boska komedia
Nie-Boska komedia – dramat romantyczny Zygmunta Krasińskiego napisany w roku 1833, wydany w 1835 w Paryżu (później wielokrotnie wznawiany). Początkowo utwór miał nosić nazwę Mąż i być częścią trylogii. 
Głównym bohaterem dramatu jest Mąż (hrabia Henryk). Pierwsza i druga część utworu przedstawia jego życie osobiste, trzecia i czwarta – udział w wydarzeniach społecznych i historycznych. Tematem dramatu domowego jest destrukcyjny wpływ poetyzowania i fałszywej poezji na życie rodzinne. W wyniku egoistycznej postawy Męża jego żona popada w obłęd i umiera, a syn obciążony przekleństwem poezji traci wzrok i zmysły. W części trzeciej i czwartej Mąż zapoznawszy się z obozem rewolucji, odrzuca zaproszenie ich przywódcy Pankracego i przyłącza się do ostatniej twierdzy arystokratów – Okopów Św. Trójcy. Wybrany wodzem broni twierdzy do ostatka. Ginie skacząc w przepaść po upadku fortecy. Triumfujący rewolucjoniści odbywają sąd nad pokonanymi. Ich przywódcy ukazuje się Chrystus. Pankracy ginie, wypowiedziawszy słowa: Galilaee, vicisti! (Galilejczyku, zwyciężyłeś!).

## Powstanie dramatu
Krasiński spędził Wielkanoc 1833 w Warszawie, zwolniony dla poratowania zdrowia z obowiązku pełnienia służby urzędniczej w Petersburgu. W kwietniu wyjechał wraz z przyjacielem, Konstantym Danilewiczem, do Wiednia, by leczyć katastrofalnie pogarszający się wzrok. Od jesieni przebywał we Włoszech, najpierw w Wenecji, a potem w Rzymie. Dramat zaczął pisać wiosną, jeszcze w Wiedniu, a ukończył jesienią we Włoszech.
Genezy utworu badacze dopatrują się w niektórych faktach z biografii autora: w uległości wobec serwilizmu ojca, która najpierw doprowadziła go do konfliktu ze studentami warszawskimi, a następnie do konfliktu wewnętrznego, wobec braku zgody ojca na udział syna w powstaniu listopadowym; w przyjęciu, choć z oporami, poglądów ojca o jakobińskim charakterze polskiego zrywu powstańczego oraz w przywiązaniu od dzieciństwa do wielkiej tradycji rodowej.
Bogaty jest również rodowód literacki dzieła. Oprócz wpływu pieśni ludowych i ballad, widać w dwóch początkowych częściach utworu wpływ dramatu mieszczańskiego, a w tragicznych losach Orcia – powieści grozy. Zasadnicza inspiracja pochodzi jednak przede wszystkim z dramatów Schillera, charakteryzujących się w rozumieniu Krasińskiego duchem chrześcijańskim, dążeniem do syntezy filozoficznej, pragnieniem zgłębienia odwiecznych zagadek bytu i przezwyciężeniem tragizmu poprzez optymistyczne rozwiązanie. Ze Zbójców Schillera zaczerpnął też Krasiński dychotomiczny podział utworu na dramat rodzinny i publiczny. Wskazuje się też na związki Nie-Boskiej komedii z Faustem, gdzie punktem wyjścia są również losy jednostki, a treścią dramatu dzieje całej ludzkości. Ważnym autorem w formowaniu się poglądów Krasińskiego na dramat był również Hegel, który za podstawę tragizmu uważał dialektykę, wyprowadzając z niej nie tylko walkę przeciwieństw, ale też możliwość jej przezwyciężenia. U Hegla znalazł również poeta pogląd o tym, że to co poszczególne jest w dziejach skazane na zagładę, ale z tej zagłady powstaje ogólne.

## Publikacja
W liście do Konstantego Gaszyńskiego pisanym w Rzymie 21 listopada 1833 Krasiński informował przyjaciela o napisanym dramacie, którego autor nie może zostać ujawniony. W związku z tym szkicował następujący plan. Prześle rękopis Gaszyńskiemu, a ten ogłosi, że będąc na Korsyce, spotkał się z młodym Polakiem, Jędrzejem Firlejem, który tam niedawno zmarł. Firlej umierając powierzył mu ten manuskrypt. W liście z 16 grudnia zawiadamiał o przygotowaniu kopii autografu. W styczniu jednak zmienił plany. Ponieważ Gaszyński nie jedzie do Paryża, a Krasiński nie ma za co wydrukować utworu, odkłada całe przedsięwzięcie na później. Utwór został wydrukowany ostatecznie w lutym 1835 w Paryżu u A. Pinarda bez pośrednictwa Gaszyńskiego. Nakład 250 egzemplarzy dzieła został jednak wstrzymany przez Karola J. Jügla, księgarza z Frankfurtu nad Menem, z którym Krasiński układał się o wydanie dramatu, a który czegoś się przestraszył. W trzy miesiące później Tygodnik Emigracji Polskiej donosił o dziele wydanym przed kilkoma miesiącami, które nie zostało dotąd wystawione do publicznej sprzedaży. Z notatki z grudnia, opublikowanej w tym samym czasopiśmie, wynika, że po emigracji krążył już jeden egzemplarz dramatu. W lutym 1836 Krasiński informował Gaszyńskiego, że wykradziono dalszych dwadzieścia egzemplarzy. Ostatecznie poeta odzyskał resztę nakładu od Jügla dopiero w sierpniu 1846.
Tymczasem wobec trudności z rozpowszechnianiem pierwszego wydania, w grudniu 1836 roku doszła Krasińskiego wiadomość o wykradzeniu egzemplarza dramatu z zamiarem jego drukowania. Ostatecznie drugie wydanie Nie-Boskiej komedii ukazało się na początku stycznia 1837 w księgarni prowadzonej w Paryżu przez Eustachego Januszkiewicza wspólnie z Aleksandrem Jełowickim. Po raz trzeci utwór miał się ukazać w 1846 w wyborze dzieł Krasińskiego. Realizacja przedsięwzięcia opóźniła się jednak, być może w związku z wydarzeniami politycznymi, które wówczas zachodziły. Ostatecznie trzecie wydanie ukazało się dopiero w 1858 roku.

## Tytuł, motta, dedykacja
Dramat pierwotnie nosił tytuł Mąż. Ostatecznie słowo to pozostało jedynie określeniem głównego bohatera utworu. Konstanty Danilewicz w liście do generała Krasińskiego z lata 1833 informował, że młody Krasiński pracuje nad nowym dziełem, którego bohaterem ma być poeta, który jako człowiek jest wiecznie zerem, gra bardzo zabawną rolę [...] i trochę na arlekina zakrawa. Z listu Danilewicza zdaje się wynikać, że pierwotnie utwór miał opowiadać o mężu jako małżonku. Jednak już w liście z jesieni 1833 do Konstantego Gaszyńskiego Krasiński przedstawia swój dramat jako utwór poświęcony walce dwóch pryncypiów arystokracji i demokracji. A w liście do Henryka Reeve'a z 19 grudnia 1833 przedstawia głównego bohatera jako postać heroiczną, potężną indywidualność skazaną na zagładę, na pewną i samotną śmierć. W tym ujęciu tytuł dramatu należałoby raczej interpretować w znaczeniu mężczyzna czy nawet mąż stanu. Ostatecznie jednak autor zdecydował się na tytuł Nie-Boska komedia, nawiązując do romantycznego kultu dla poezji Dantego i jego Boskiej komedii i podkreślając zarazem odrębną tematykę i miejsce akcji swego utworu, która nie będzie się działa w zaświatach, ale na Ziemi. W metaforycznym sensie boskiemu porządkowi zaświatów został przeciwstawiony świat nie-boski, piekło ziemskie.
Autor zaopatrzył utwór w dwa motta. Pierwsze: Do błędów, nagromadzonych przez przodków, dodali to, czego nie znali ich przodkowie – wahanie się i bojaźń; – i stało się zatem, że zniknęli z powierzchni ziemi i wielkie milczenie jest po nich. Wydania z 1835 i 1837 jako źródło cytatu podają Koran, ks. 2 vers. 18. Jako że zdania takiego w Koranie nie ma, a odnośny wiersz jest poświęcony potępieniu niewiernych, w trzecim wydaniu motto zostało podpisane: Bezimienny, co wskazuje na samego Krasińskiego. Drugie motto to początek sławnego monologu Hamleta: To be, or not to be, that is the question.

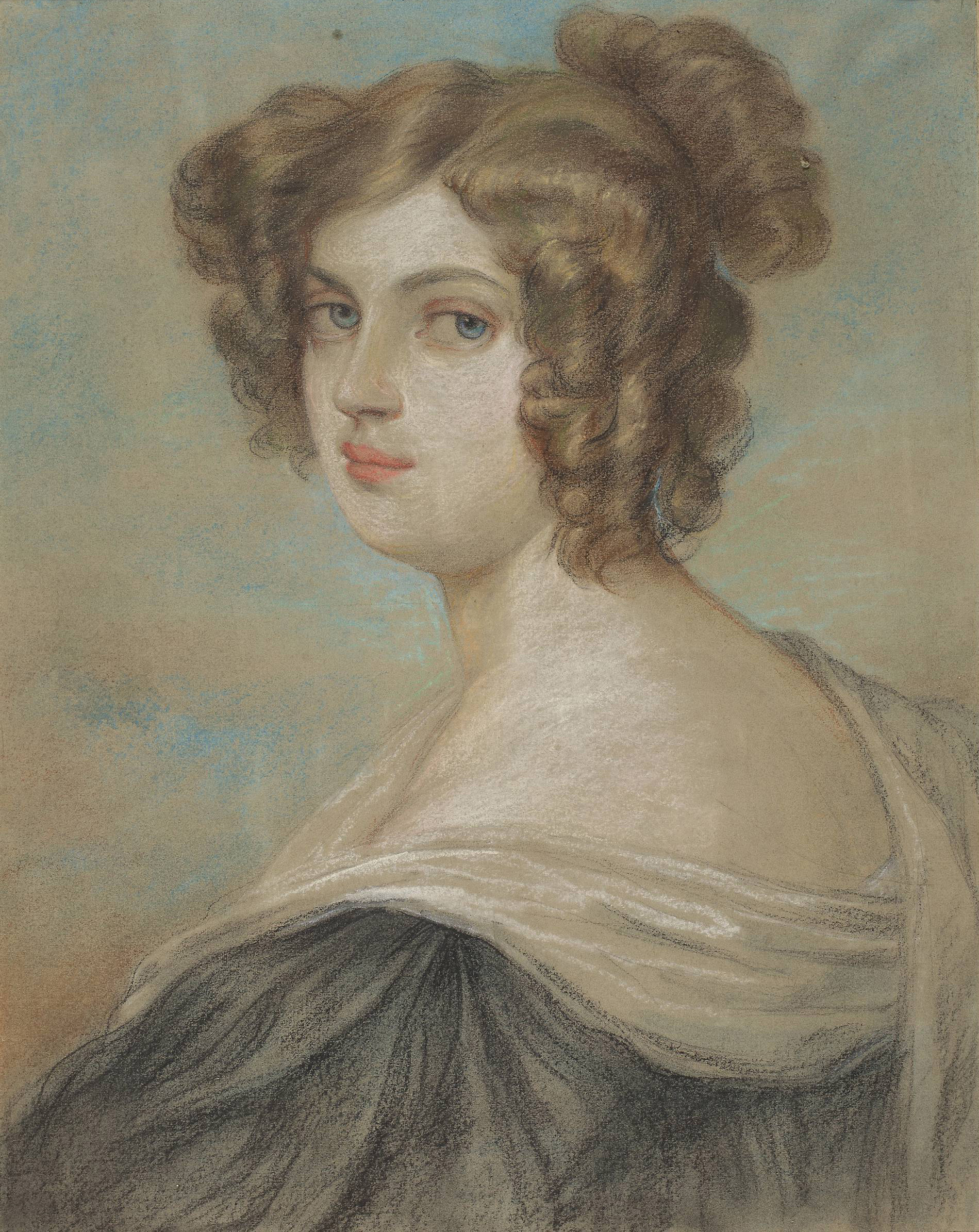
Joanna Bobrowa

Ponadto w wydaniach pierwszym i drugim każda część dramatu została poprzedzona własnym mottem:
- Część pierwsza cytatem z Wesela Figara – De toutes bouffonneries la plus sérieuse est le mariage (Ze wszystkich błazeństw najpoważniejsze jest małżeństwo).
- Część druga niedokładną wypowiedzią Fausta skierowaną do Mefistofelesa – Du Gemish von Koth und Feuer (Ty mieszanino błota i ognia).
- Część trzecia fragmentem raportu obywatela Caillot – Il fut administré, parce que le niais demadnait un prêtre, puis pendu à la satisfaction genérale (Został opatrzony sakramentami, głupiec ten bowiem zażądał księdza, po czym powieszono go ku ogólnemu zadowoleniu).
- Część czwarta słowami Miltona z Raju utraconego – Bottomless perdition (Bezdenne potępienie).

Wszystkie te motta autor usunął w wydaniu trzecim.
W pierwszym i drugim wydaniu dramat został ponadto opatrzony dedykacją: Poświęcone Marii. Pod imieniem Marii ukrywa się kobieta, która w tym czasie odgrywała bardzo ważną rolę w życiu uczuciowym Krasińskiego – Joanna Bobrowa. Krasiński napisał dramat przed jej poznaniem. Utwór był przedmiotem wspólnej lektury podczas spotkań z Bobrową w Niemczech. Być może też to ona właśnie pośredniczyła przy przekazaniu rękopisu Jüglowi we Frankfurcie.

## Treść

### Część I
Anioł Stróż błogosławi tego kto ma serce i przyzywa żonę dobrą i skromną. Złe duchy wysyłają cień nałożnicy wczoraj umarłej, sławę – starego orła wypchanego w piekle i spróchniały obraz Edenu, dzieło Belzebuba. Ksiądz udziela ślubu młodej parze. Pan młody przeklina siebie, jeśli by miał nie dotrzymać przysięgi. Po czym zachwyca się pięknem swojej żony w tańcu. Zły Duch pod postacią dziewicy, która niedawno zmarła, lecąc nad ziemią przyozdabia się kwiatami, wdziękami zmarłych kobiet, szatami księżnej. W przybranej postaci Dziewica pojawia się Mężowi w sypialni, jako dawna kochanka, i oskarża go o zdradę. Mąż wybiega za zjawą do ogrodu. Czuje, że przebudził się ze snu Niemca, który zabiega tylko o przyziemne sprawy. Pragnie rozwiać się w dym i zjednoczyć ze zjawą. Przysięga jej, że pójdzie za nią na każde wezwanie. Przebudzona żona martwi się, że Mąż się przeziębi.
Żona zdaje sprawę z poczynionych przygotowań do chrztu ich synka Orcia. Skarży się, że mąż od miesiąca się do niej nie odezwał. Mąż znudzony przyznaje, że powinien ją kochać. Ona zaklina go, by kochał przynajmniej ich synka. Zjawia się Dziewica i wzywa Męża za sobą. Żona wpada w przerażenie na widok trupa owiniętego szmatami, czuje siarkę i zaduch grobowy. Mąż widzi tylko to, co urojone i porzuca tę, która posłuchawszy węża, stała się tym, kim jest. Odchodzi za Dziewicą. Goście narzekają na chrzciny, które przypominają pogrzeb. Ojciec Beniamin udziela chrztu. Matka dziecka przerywa mu, błogosławi syna i nakazuje mu być poetą, aby ojciec go nie odrzucił. Goście wychodzą. Dziewica prowadzi zachwyconego Męża na skraj urwiska i przyzywa go, by szedł ku niej przez otchłań. Teraz dopiero Mąż przeziera na oczy. Kwiaty spadając z głowy Dziewicy zamieniają się w jaszczurki i żmije, suknia – w szmaty. Szatani odsyłają ją do piekła. Mąż woła do Boga, że przedłożył Jego piękność nad ziemską. Szatani spychają go w otchłań. Powstrzymuje ich Anioł Stróż ze względu na chrzest udzielany w tej właśnie chwili Orciowi.
Mąż po powrocie do domu dowiaduje się, że żona trafiła do domu wariatów. Mąż poetyzuje swoją moc autodestrukcji i samotność żony. Przybywszy do szpitala jako przyjaciel męża, dowiaduje się, że stan żony jest krytyczny. Głosy wariatów ogłaszają się Bogiem, królem, wzywają do ścinania głów królom, zapowiadają dzień strasznego sądu. Żona bardzo osłabiona wyznaje mężowi, że stała się go godna, bo Bóg spuścił na nią ducha poezji: wypowiada poetyczne słowa, mówi wierszem. Zawiadamia go, że sprawiła, że ich syn też będzie poetą. Wariaci mówią o zamordowanych królach i nadchodzącym sądzie. Żona głosi mężowi, co by było gdyby Bóg oszalał. Każdy człowiek krzyczałby, że jest Bogiem. Światy konałyby jeden po drugim. Chrystus rzuciłby swój krzyż, który rozbiłby się na kawałki, a z nim nadzieja zbawienia. Zapewnia męża, że ich syn sprawi mu wiele radości i żegna się z nim. Mąż woła umierającą po imieniu: Mario.

### Część II

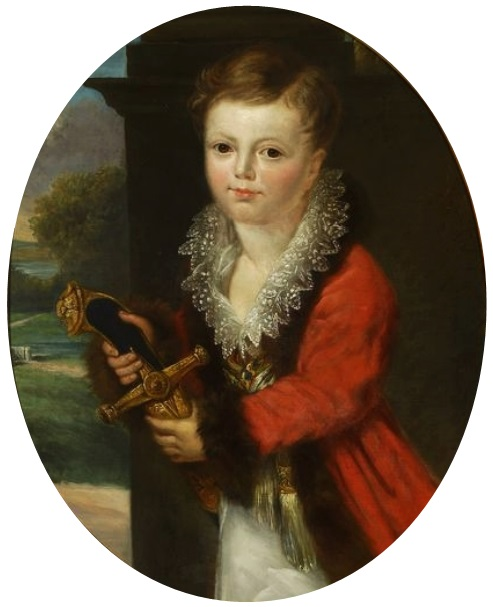
Zygmunt Krasiński w wieku ośmiu lat.

Dziesięcioletni Orcio modli się nad grobem matki, układając własne rozwinięcia modlitwy Zdrowaś Maryjo. Przyznaje się też ojcu, że nawiedza go widzenie matki, która zapewnia, że zbiera dla niego natchnienia, aby ojciec nie przestał go kochać. Mąż prosi Boga o oszczędzenie jego dziecka.
W rozmowie z Mężem Filozof zapowiada wyzwolenie kobiet i Murzynów, odrodzenie ludzkości przez krew i rozwój świata przez kataklizmy. Mąż pokazuje mu spróchniałe drzewo, które choć wypuściło nowe listki, nie zda się na nic. Mąż w wąwozie górskim podsumowuje swe życie. Pracowicie dążył do odkrycia krańca wszelkich wiadomości, a osiągnął tylko próżnię w sercu. Nie ma w nim żadnej żądzy, żadnej wiary, miłości. Wie tylko, że jego syn oślepnie, a świat się rozprzęgnie. I cierpi sam w sobie. Anioł Stróż wzywa go, by pokochał biednych bliźnich, a będzie zbawiony. Zjawia się Mefisto jako brzuchomówca. Z miejsca gdzie zniknął między skałami wzlatuje Orzeł i namawia Męża, by szablą swych ojców bił się o cześć i potęgę. Mąż postanawia uwierzyć temu wysłannikowi chwały. Wzywa przeszłość ku pomocy. I idzie walczyć wraz z braćmi.
Lekarz stwierdza u Orcia całkowitą ślepotę. Orzeka, że myśl w chłopcu popsuła ciało, a co się zdezorganizowało, nie może się ponownie zreorganizować. Orcio wyznaje ojcu, że widzi mnóstwo postaci, miejsca znajome, ale przed oczyma duszy. Kiedy chłopiec zaczyna budzić się w nocy i mówić przez sen Mąż wzywa lekarza. Lekarz stwierdza pomieszanie zmysłów połączone z nadzwyczajną drażliwością nerwów. Mąż nad śpiącym chłopcem martwi się o jego przyszłość w czasie nadchodzącej walki i zamętu.

### Część III
Przywódca przechrztów wzywa braci, by rozsiewali truciznę Talmudu przeciw wrogom. Krzyż został podcięty i wkrótce runie. Na wolności bez ładu i rzezi zostanie ustanowiona potęga Izraela. Umęczony na nowo wróg już nie powstanie. Przechrzci przygotowują broń i powrozy na zatratę swych dawnych panów w jutrzejszej ostatecznej bitwie. Leonard pomocnik wodza rewolucjonistów, Pankracego, wywołuje przywódcę Przechrztów. Pankracy wysyła Przechrztę do hrabiego Henryka, żeby umówił ich spotkanie na pojutrze w nocy. Leonard krytykuje wodza za odwlekanie ostatecznej rozprawy z arystokratami zamkniętymi w Okopach Świętej Trójcy. Pankracy studzi jego młodzieńczą porywczość, a gdy to nie pomaga grozi śmiercią z powodu zdrady. Pankracy chce spotkać hrabiego i przeciągnąć go na swoją stronę. Słyszał, że ten zebrał swoich włościan i chce iść na odsiecz oblężonym. Mimo to ma nadzieję przemówić do niego poetyckością rewolucji. Pankracy odsyła Leonarda i zastanawia się dlaczego hrabia Henryk stoi mu na zawadzie ze swoją marną gromadą. Przeżywa wątpliwości. Myśl jego stworzyła świat nowy, a teraz błąka się.
Mąż wraz z Przechrztą wędruje poprzez obozowisko rewolucji. Mężczyźni i kobiety tańczą taniec wokół szubienicy, dziękując Bogu,królom i panom za służbę. Dziewczyna, służąca, cieszy się, że takiego dnia doczekała. Członkowie klubu Lokajów przechwalają się zamordowaniem swych panów. Na lewo chór rzeźników obwieszcza, że kto ich powoła temu będą służyć, obojętni czy rąbać mięso czy panów. Po drodze Mąż i Przechrzta spotykają wolną obywatelkę, która rozdaje miłość. Dalej oparty na szabli stoi kondotier ludów Bianchetti, przypatruje się jak zdobyć zamek arystokratów. Braci w wolności nie uznaje za równych w geniuszu. Pod drzewem umierający rzemieślnik przeklina kupców i dyrektorów fabryki, którzy odebrali mu zdrowie i siły wraz z życiem. Ukryci wśród drzew Mąż z Przechrztą widzą gromadę chłopów wieszających swego pana, który przez lata bez litości ssał ich krew. 
Wychodzą na ruiny kościoła, na nich Leonard, kapłan nowej wiary odprawia jej obrzędy. Do stojącego, na kupie gruzów starego kościoła, kapłana wspinają się dziewice w miłosnym paroksyzmie. Leonard prorokuje, ogłasza świat nowy i oddaje go Bogu rozkoszy i swobody. Na jego ołtarzu składa wszystkie ofiary zemsty – ciemięzców. Wysyła zabójców, by nieśli śmierć królom. Syn filozofa otrzymuje od niego święcenia zbójeckie – olej, sztylet i truciznę. Mąż, ukrywszy przerażonego Przechrztę pod swym płaszczem, widzi dawne hrabianki, które przeszły na stronę rewolucji, widzi jak tłum niszczy resztki świątyni. Zapytany przez Leonarda kim jest, podaje się za mordercę z klubu Hiszpańskiego. Filozofowie chwalą się, że prawdę wydobyli z ciemności, by można było w jej imię mordować. Dziewczyny tańcząc przed synem filozofa, proszą go o głowy królów. Artyści obiecują wybudować nową świątynię o sklepieniu z puginałów, a filarach z głów ludzkich. Ujęty malowniczością tego świata Mąż chce ułożyć o nim poemat przyszłości. Głos ostrzega go, że układa dramat i przywraca go na drogę zemsty za zhańbione popioły ojców. W drodze ku swoim natyka się na chór duchów, które strzegły ołtarzy, a teraz są bezdomne. Doszedłszy do swoich pozycji, żegna się z Przechrztą, płacąc mu za oprowadzenie po obozie rewolucji.

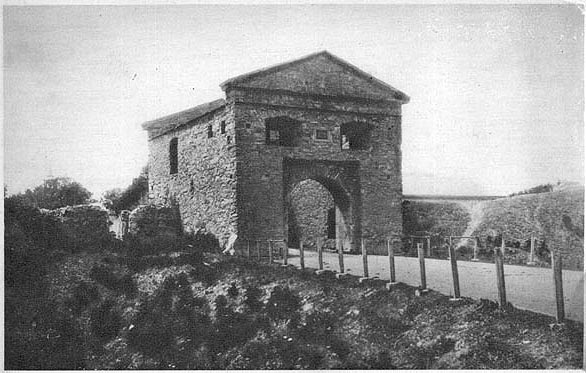
Okopy Św. Trójcy. Brama Kamieniecka.

Pankracy z Leonardem przybywają do obozu hrabiego Henryka. Mąż (Henryk) jest przekonany, że od jego rozmowy z Pankracym może zależeć czy zacznie się nowa epoka, prosi więc ojców o natchnienie. Pankracy wchodząc zauważa, że herby znikają, Mąż zapowiada ich odrodzenie. Pankracy nie widzi jakoś pułków aniołów zesłanych z niebios na obronę szlachty. Uznany za ateistę przyznaje się do wiary głębszej, bo zrodzonej z poniżenia ludzkości ujarzmionej przesądem. W Henryku przyznającego się do Boga i Ojców, widzi igrzysko diabła. Proponuje mu wobec przytłaczającej przewagi sił rewolucji, by hrabia rozpuścił swe wojsko i wycofał się do swego majątku, a on, Pankracy zapewni mu spokojne życie poety. Mąż unosi się honorem, lecz Pankracy nie chce go przyznać ginącej arystokracji. Należy się jej kara i zapomnienie. Zwycięstwo i życie przysługują zgłodniałym i silnym. Mąż odrzuca jego litość. Jest zdania, że dzisiejsi rewolucjoniści powtórzą stare zbrodnie świata, sięgną po rozpustę, złoto i krew. Uważa, że Pankracy pogardza nimi. Wódz rewolucji twierdzi jednak, że jego lud okrzepnie, rozpozna siebie i powie Jestem, na które nie będzie odpowiedzi, a ziemia cała stanie się kwitnącym miastem, szczęśliwym jednym warsztatem. I objawi się Bóg zdobyty na niebie przez własne dzieci, inny od tego którego zbawienie przyniosło nędzę dwóch tysięcy lat od Jego śmierci na krzyżu. Mąż wspomina ten krzyż widziany w starym Rzymie, u którego stóp leżało sto bogów silniejszych od Pankracego. 
Pankracy odwołuje się do dawnych poezji Męża i zaklina go, aby, jeśli jest, jak się wydawał, człowiekiem na wzór ludzkości, nie odrzucał zbawienia, które mu proponuje. Mąż je jednak odrzuca, uznając Pankracego za młodszego brata szatana. Nie widzi możliwości zbudowania raju na ziemi. Kiedyś i on wierzył w postęp i szczęście rodu ludzkiego. Może przed dwoma wiekami były jeszcze możliwe. Teraz pozostał tylko mord, bo chodzi już tylko o zmianę plemienia. Pankracy namawia go więc, by zawołał biada zwyciężonym i zwyciężał z nimi. Gdy Mąż wątpi w jego zwycięstwo, Pankracy proponuje, by przynajmniej ocalił syna. Mąż odrzuca i tę propozycję, jego syna czeka los ojca. Pankracy nigdy go nie zrozumie. Nie stoją za nim pokolenia szlachetnych przodków. Pankracy rozpoznaje jednak w otaczających go portretach twarze hulaków, fałszerzy, rozpustników, nałożnic. Zdaniem Męża jego przodkowie karmili głodnych, budowali szpitale, zakładali szkoły, a w czasie wojny bronili swych poddanych. Wyprasza gościa i zapowiada, że gdy mu zabraknie prochu spotkają się znowu na długość szabel. Pankracy stwierdza, że orle gniazdo jego przeciwnika zostało strzaskane piorunem. Odchodząc rzuca nań przekleństwo należne starości.

### Część IV

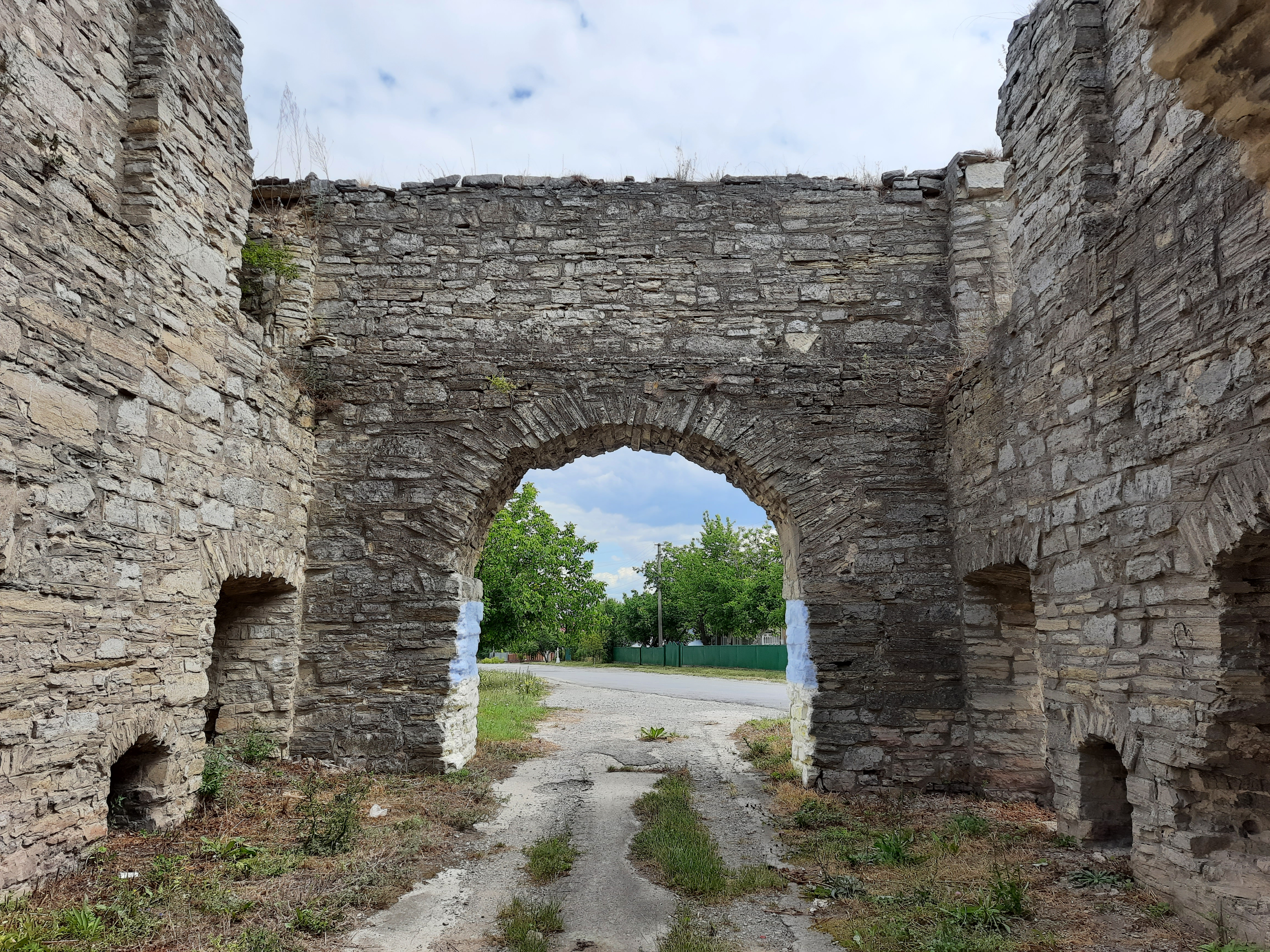
Okopy Św. Trójcy. Wnętrze Bramy Lwowskiej

Kapłani modlą się w ostatniej katedrze na świecie o ratunek z rąk nieprzyjaciół. Mąż, który nocą przedarł się do twierdzy, zostaje mianowany głównodowodzącym. Ktoś krzyczy liberum veto. Zebrani przysięgają, że raczej umrą niż się poddadzą. Baronowie i książęta chcą się poddać. Mąż ogłasza, że kto wspomni o poddaniu się, będzie karany śmiercią. Mąż wydaje rozkazy i wychodzi na taras, skąd napawa się świeżo nabytą władzą nad innymi, dotąd mu równymi. Chce jej użyć, by walczyć i żyć. Po kolejnym szturmie idzie spotkać syna. Orcio prowadzi go w głąb lochów, gdzie odbywa się sąd dawnych więźniów twierdzy. Mąż nie widzi duchów. Widzi je tylko Orcio. Sąd odbywa się nad postacią Męża, na którym kończy się ród przeklęty. Sądzony jest za to, że nic nie kochał i nie czcił oprócz siebie. Za kilka dni zginie on i jego bracia i nikt nie zapłacze na ich pogrzebie. Orcio wyznaje, że to Matka kazała go tu przyprowadzić i mdleje. Zrozpaczony Mąż gotuje się na walkę z ludźmi zanim rozpocznie się wieczna.
Mężczyźni i kobiety proszą Męża o poddanie twierdzy. Wypowiadają mu posłuszeństwo i uznają propozycję Pankracego darowania im życia przyniesioną przez Ojca chrzestnego. Mąż wyrzuca im ich niegodne prowadzenie się. Przywołuje żołnierzy, którym przypomina wspólne trudy. Przy ich poparciu rusza na wały. Kiedy amunicja zostaje zużyta, nakazuje Jakubowi wygnać na wały hrabiów i książąt. Spotyka Orcia, któremu ukazała się matka i mówiła, że dziś wieczorem zasiądzie przy niej. Mąż rozumie, że nie będzie to jego udziałem. Orcio pada, trafiony kulą. Matka go przyzywa w górę. Dochodzi do kolejnej bitwy na wałach. Mąż spotyka umierającego Jakuba, który go przeklina za upór i swoją mękę. Widzi wdzierających się wrogów i ciemną wieczność, a pośrodku niej Boga, jak słońce, co wiecznie się pali, a niczego nie oświeca. Mąż przeklina poezję i skacze w przepaść.
Pankracy skazuje na śmierć wziętych do niewoli. Zleca to zadanie i idzie szukać hrabiego Henryka. Naczelnik oddziału opowiada mu o jego ostatnich chwilach i podaje jego szablę. Pankracy oddaje mu hołd. Wstępuje na basztę i przedstawia Leonardowi pracę, która ich czeka: zaludnienie puszcz, połączenie jezior, wydzielenie każdemu gruntu, aby zrodziło się dwakroć tyle życia, ile teraz jest śmierci. Inaczej dzieło zniszczenia nie będzie odkupionym. Leonard przywołuje na pomoc Boga Wolności. Pankracy stąpając po ziemi śliskiej od krwi, czuje obecność kogoś trzeciego. Na chmurze ponad ostrym szczytem widzi znak straszny, palący się. Nie słyszy swego ludu. Widzi postać w bieli wspartą na krzyżu, w koronie cierniowej z piorunów. Prosi, by Leonard zasłonił mu oczy, woła o odrobinę ciemności. Wreszcie z okrzykiem Galilaee victisti, stacza się w objęcia Leonarda i kona.

## O utworze
Jak uważał autor, działania człowieka są względne i ostatecznie poddane woli Boga. Tak więc dwie skrajnie odmienne racje w utworze tracą na znaczeniu w obliczu interwencji racji uniwersalnej, Absolutu. Najważniejszym problemem poruszanym w dziele Krasińskiego jest konflikt polityczno-społeczny czyli, jak pisał, walka „arystokracji i demokracji”. W utworze zawarta jest także krytyka typowo romantycznego nastawienia do rzeczywistości.
Akcja dramatu rozgrywa się w przyszłości. Autor korzystał z wiedzy o wydarzeniach rewolucji francuskiej: walkach jakobinów, sektach i nowych doktrynach (m.in. saintsimonizm) i in.
Utwór interpretowany i omawiany przez Adama Mickiewicza w Literaturze słowiańskiej. Był poddawany także, często sprzecznym, analizom. Różnie rozumiano zakończenie dramatu pod względem literackim i teatralnym.
Dzieło Krasińskiego oprócz elementów charakterystycznych dla dramatu romantycznego, jak np. podział na role, zawiera również rozbudowane wstępy do każdej z części utworu (epika) i fragmenty liryczne (wypowiedzi Orcia).

## Niektóre inscenizacje teatralne
- 1902- Kraków, Teatr Miejski
- 1920 – reż. Arnold Szyfman, Warszawa
- 1924 - Lwów, Teatr Wielki
- 1926 – reż. Leon Schiller, Warszawa
- 1938 – reż. Leon Schiller, Łódź
- 1959 – reż. Bohdan Korzeniewski, Łódź
- 1965 – reż. Konrad Swinarski, Kraków
- 1969 – reż. Adam Hanuszkiewicz, Warszawa
- 1982 – reż. Zygmunt Hübner, Teatr Telewizji[33]
- 2015 – reż. Monika Strzępka, Kraków[34].

Kompozytorzy muzyki do inscenizacji Nie-Boskiej komedii to m.in. Krzysztof Penderecki, Grażyna Bacewicz, Ludomir Różycki, Mieczysław Sołtys.